# Serenada br. 9 u D-duru (Mozart)
Serenada br. 9 u D-duru, KV 320, poznata pod popularnim nazivom "Poštanski rog", skladba je Wolfganga Amadeusa Mozarta iz 1779. godine i posljednja je serenada koju je skladao u rodnom Salzburgu. Naslov serenade "Poštanski rog" (njem. Posthorn-Serenade) potječe od poštanskog roga, solističkog glazbala koje se čuje u drugom triju šestog stavka.

## Nastanak
Iako se riječ "serenada" uglavnom vezuje za podoknicu, pjesmu pod prozorom djevojke (a i Mozart ju je u operi Don Giovanni rabio u takvoj sceni), serenada je glazbeni žanr popularan u 18. stoljeću u Italiji, Austriji i južnoj Njemačkoj. Serenade iz tog razdoblja sastojale su se od pet ili više stavaka i izvođene su na otvorenom. Obično su pisane nekim povodom, a zbog prilično dugog trajanja bile su za "jednokratnu uporabu" te su skladatelji materijal iz njih reciklirali u drugim svojim djelima.
Serenada br. 9 u D-duru tipičan je primjer nastanka, sastava i uporabe. Iako postoji više teorija o povodu nastanka, danas kod muzikologa prevladava mišljenje da je Mozart Serenadu skladao povodom svečanosti završetka školske godine (Finalmusik) na Benediktinskom sveučilištu u Salzburgu koje su se održavale sredinom ljeta. (Mozartova glazba izvođena je najmanje pet puta između 1769. i 1779. godine na Benediktinskom sveučilištu.) Datum na autografu Serenade je 3. kolovoza 1779. i tog je ljeta premijerno izvedena. Vjeruje se da je to jedina izvedba integralne Serenade prije 20. stoljeća. Serenada ima sedam stavaka, od kojih je kasnije prvi, peti i sedmi stavak Mozart izdvojio u samostalnu Simfoniju u D-duru, koja je također označena kao KV 320.
U drugom triju šestog stavka Serenade javlja se neuobičajeno glazbalo poštanski rog (corno di posta) i prema njemu je Serenada dobila ime, ali ga nije izvorno dao Mozart, već vjerojatno izdavači.
Djelo je prvi put objavio Johann André u Offenbachu 1792. godine kao Simfoniju u D-duru op. 22.

## Sastav
Orkestracija: 2 flaute, 2 oboe, 2 fagota, 2 roga, 2 trube, poštanski rog, timpani i gudači.
Tonalitet: G-dur
Serenada u sedam stavaka kombinira karakteristike više žanrova, simfonije, koncerta i suite, odnosno: trostavačnu simfoniju (1., 5. i 7.), dva puhaća koncertantna stavka (3. i 4.) i dva menueta s triom (2. i 6. stavak).
1. Adagio maestoso - Allegro con spirito
2. Menuetto: Allegretto
3. Concertante: Andante grazioso
4. Rondeau: Allegro ma non troppo
5. Andantino
6. Menuetto
7. Finale: Presto

(Menuetto i Rondeau navedeni su prema KV6 i Neue Mozart-Ausgabe, dok su u starijem KV1 navedeni kao Minuetto i Rondo.)
Uobičajeno trajanje Serenade je oko 45 minuta.

#### 1.Adagio maestoso-Allegro con spirito
Stavak ima 272 takta. Napisan je u sonatnoj formi. Prvih 6 taktova u sporom izražajnom tempu (adagio maestoso) uvod su u živahan svečani ostatak stavka (allegro con spirito). Dva marša koji se u Köchelovom katalogu nalaze kao KV 335 (320a) pripadaju prvom i sedmom stavku ove serenade.

#### 2.Menuetto:Allegretto
Prvi menuet ima 44 takta. Oznaka tempa je allegretto (malo sporije od allegra, 112-120 d/min). Trio (srednja dionica) ima 16 taktova i uz gudače nastupaju flauta i fagot, a za njim slijedi menuet da capo (ispočetka).

#### 3.Concertante:Andante grazioso
Stavak ima 175 taktova. Po trajanju je ovo najduži stavak, s obzirom na spori tempo andante grazioso (kao u šetnji, graciozno). Flaute, oboe i fagoti su solistička glazbala u ovom koncertantnom stavku, koja u kadenci združeno nastupaju.

#### 4.Rondeau:Allegro ma non troppo
Rondo ima 244 takta. Kao što je uobičajeno, rondo je brz i živahan stavak veselog karaktera, stoga je oznaka tempa allegro ma non troppo (brzo, ali ne previše). I ovaj stavak je koncertatni, jer solistički nastupaju flaute i oboe.

#### 5.Andantino
Stavak označen kao andantino (nešto brže nego andante, 80-108 d/m) ima 91 takt. Spori stavak u d-molu melankonličnog je karaktera, te i u Simfoniji ima ulogu srednjeg sporog stava.

#### 6.Menuetto
Drugi menuet ima 24 takta, a obuhvaća dva trija. Prvi trio ima 16 taktova i u njemu je flauta (ili pikolo) solistički instrument (orkestracija: flauta, gudači). Drugi trio ima 32 takta. U drugom triju poštanski rog ima kratku solističku dionicu (orkestracija: oboe, poštanski rog). Poštanski rog je puhaće glazbalo bez ventila, skromnih glazbenih mogućnosti, koje je u poštanskoj službi služilo za najavljvanje dolaska pošte. Kako je glazbalo neuobičajeno, po njemu je Serenada dobila popularno ime. Glazbalo je danas rijetko i njegovu ulogu najčešće preuzima rog. Stavak završava ponovljenim menuetom i kodom od 5 taktova.

#### 7.Finale:Presto
Finale ima 297 taktova u furioznom tempu presto (168–200 d/m). Svečan i raskošan završetak Serenade jedno je od najupečatljivih Mozarovih finala.